# Лиепаяс Металургс
«Лиепаяс Металургс» (латыш. Liepājas Metalurgs, дословно «Лиепайский металлург») — латвийский металлургический завод, расположенный в Лиепае.
Ведёт свою историю с 1882 года. В советское время — флагман металлургической отрасли Прибалтики и гордость советской промышленности.
Осенью 2016 года завод был объявлен неплатёжеспособным.
Его основной продукцией являлись[когда?] стальные арматурные стержни для железобетонных конструкций.

## История

### Российская империя
Строительство завода началось в 1882 году по инициативе Вильгельма Бёкера, который хотел построить завод в Либаве (прежнее название города Лиепая) для производства проволочного железа, проволоки и гвоздей, чтобы поставлять продукцию по Российской империи.
Предприятием руководил сын Вильгельма — Адольф Бёкер, купец первой гильдии. Весной 1883 года начинается производство, на нём заняты 260 человек.
Спустя пять лет Пудлинговый, железопрокатный, проволочный и проволочно-гвоздильный, цепочный и цинковальный завод «Бёкера и Ко» представлял собой уже крупное объединение производств.

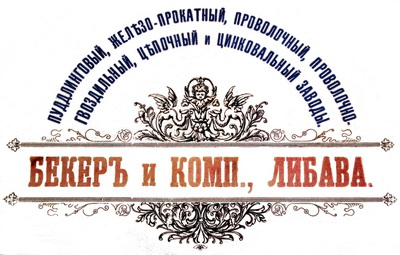
Бекеръ и комп.

В 1889 году Петербургский частный коммерческий банк купил у Бёкера завод за 1,5 миллиона рублей, и завод стал российским. К 1900 году на заводе работало 1300 человек, предприятие становится крупнейшим в Балтийских губерниях.
В годы экономического кризиса 1901—1903 годов заводу пришлось уволить 500 рабочих. Для того, чтобы выйти из кризиса, в 1903 году были созданы синдикаты: металлургический завод совместно с заводами Варшавы и Санкт-Петербурга создали синдикат по продаже сельскохозяйственных вил, а совместно с рижским заводом «Старс и Ко» создали синдикат «Гвоздь». В ноябре 1904 года «Бёкера и Ко» купил Лиепайский машиностроительный завод «Везувий».
Во время Первой русской революции город Либава была одним из центров революционного движения в Российской империи. Металлурги проявляли особую активность в событиях тех лет. На заводе был создан Рабочий совет, который практически целиком взял на себя управление предприятием. Правление акционерного общества переехало в Либаву на два года.

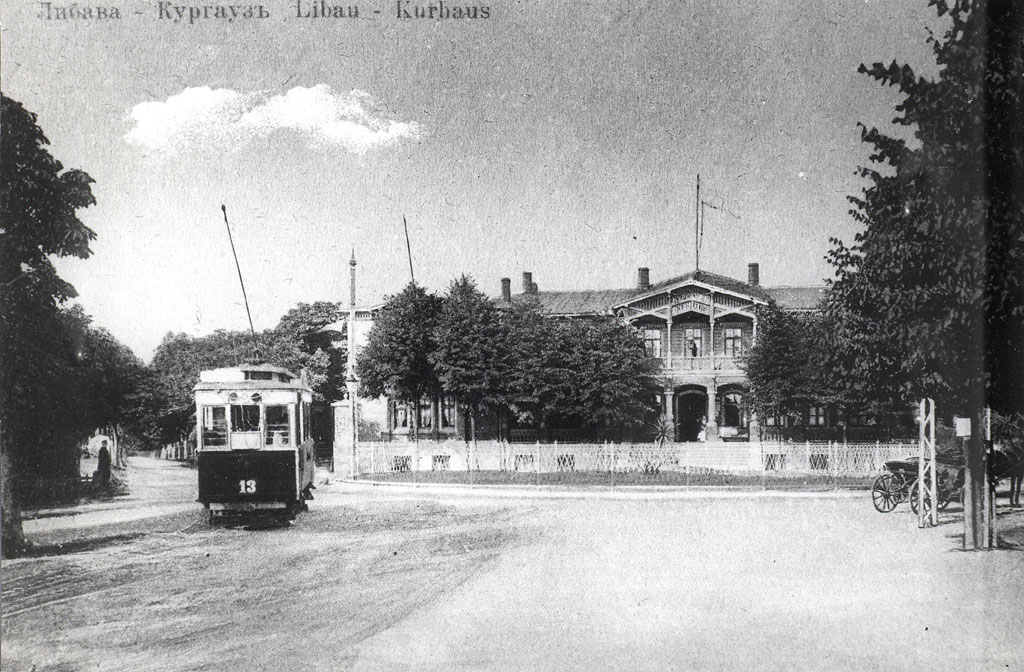
Лиепая, примерно в 1900 году

Завод планировал модернизировать производство, но экономический кризис в 1907—1908 годы помешал реализации. Прежние синдикаты прекратили существование, и весной 1909 года производство было на гране банкротства. Руководство было отстранено и была назначена сторонняя администрация. В июне 1909 года акционерное общество заключает договор о вступлении в синдикат «Продамет» и обеспечивает сортовому прокату прибыльный сбыт на российском рынке.
В июне 1912 года правление акционерного общества приобретает Рижский судостроительный и машиностроительный завод «Ланге и сын», а также Ревельский металлический завод, и с этого времени становится одним из крупнейших комбинированных предприятий Российской империи. Через год император Николай II утвердил новое название предприятия — акционерное общество Металлургических, механических и судостроительных заводов «Бёкер и Ко».
После начала первой мировой войны город оказался вблизи линии фронта, с 24 апреля 1915 года до 23 ноября 1918 года заводы в Либаве действовали под началом немецких оккупационных властей. В ноябре 1918 года производство было остановлено, и до 29 февраля 1920 года предприятие бездействовало. По окончании Первой мировой войны из шести крупных производств в Лиепае, Риге и Таллине, в том числе двух крупных военных судоверфей, сохранились только Главные заводы в Лиепае.

### Независимая Латвия
В 1920 году лиепайский завод восстановил работу, и через пять лет выпуск продукции достиг трети от довоенного уровня: завод полностью обеспечивает потребности в металлоизделиях Латвии, а также экспортирует продукцию в Англию, Германию, Бельгию и в Советский Союз.
Завод безболезненно смог перенести экономический кризис конца 20-х — начала 30-х годов благодаря большим поставкам в СССР, однако в 1932 году завод прекращает работу, так как договор на поставки не был продлён.
В августе 1933 года правительство выкупает обанкротившийся завод за 1 миллион латов, и он становится государственным.

### Латвийская ССР

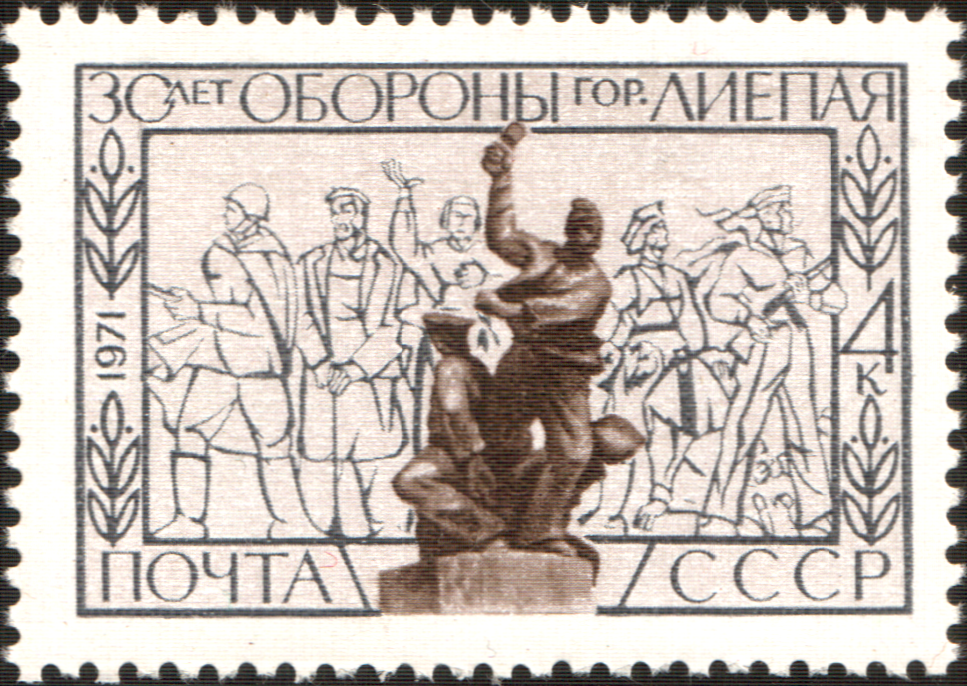
Марка СССРː Памятник защитникам Лиепаи

С июля 1940 года предприятие переходит под начало Управления металлообработки Народного комиссариата местной промышленности Латвийской ССР, и меняет название на «Сарканайс металургс». Через год завод передан в подчинение Народного комиссариата местной промышленности СССР.
После начала 22 июня 1941 года Великой Отечественной войны предприятие оказалось в зоне боевых действий. Уже вечером 22 июня 1941 года из рабочих предприятия был создан отряд самообороны, который возглавил председатель заводского комитета профсоюза Э. Муцениекс.
29 июня 1941 года Лиепая была оккупирована наступавшими немецкими войсками. В июле 1941 немецкие власти наложили арест на имущество металлургического завода и передали его в распоряжение вооружённых сил. В дальнейшем, в период оккупации завод назывался «Libauer Eisenwerker». В 1943 году немецкое правительство планировало построить два судостроительных и судоремонтных завода на базе «Libauer Eisenwerker» и «Везувия», однако, после неудач Германии на восточном фронте планы немецких властей изменились. В течение всей Второй мировой войны завод не прекращает производство, но осенью 1944 года останавливает свою работу из-за последствий бомбардировок.
После войны завод долгое время находился в разрушенном состоянии, так как требовались большие затраты на его восстановление и модернизацию. Директор завода Петерис Звайгзне, осознавая, какое значение металлургический завод имеет для города, летом 1945 года едет в Москву и дважды встречается со Сталиным, результате чего принимается решение восстановить «Сарканайс металургс». Завод успешно работает вплоть до 1958 года, когда запланированная реконструкция завода была остановлена по причине грубых просчётов в проекте. В 1963 году завод переходит в подчинение Министерства чёрной металлургии СССР. В 1965 году завод открывает самый современный и экологичный в Советском Союзе мартеновский цех.
В 1970 году на заводе заработала установка непрерывной разливки стали, которая производила заготовки для сортового проката. Через год заработала вторая такая же установка. Все 45 лет существования мартеновского цеха он являлся испытательным полигоном экспериментальных металлургических технологий всесоюзного значения. В конце 70-х предприятие осуществляет масштабные социальные программы: построена больница, Дворец Культуры, около полусотни многоквартирных жилых домов.
В 1987 году количество работающих на «Сарканайс металургс» достигло рекордного количества — 3504 человек, в том же году было произведено и рекордное количество продукции — 849 100 тонн стального проката.

### Латвийская Республика
3 сентября 1991 года предприятие переходит под юрисдикцию Латвийской республики, и в ноябре 1991 года по результатам голосования среди работников ему присваивается название государственный завод «Лиепаяс Металургс».
В 1993 началась приватизация предприятия, которая закончилась в 1997 году.
В августе 2004 года начата реконструкция и модернизация завода, первая часть которой была завершена в 2006 году — построена установка непрерывной разливки заготовок. Для завершения второй части модернизации — строительства электродуговой сталеплавильной печи, печи-ковша и необходимой инфраструктуры, которое было закончено в 2011 году — был взят кредит в Италии на 10 лет на сумму 86 млн евро.

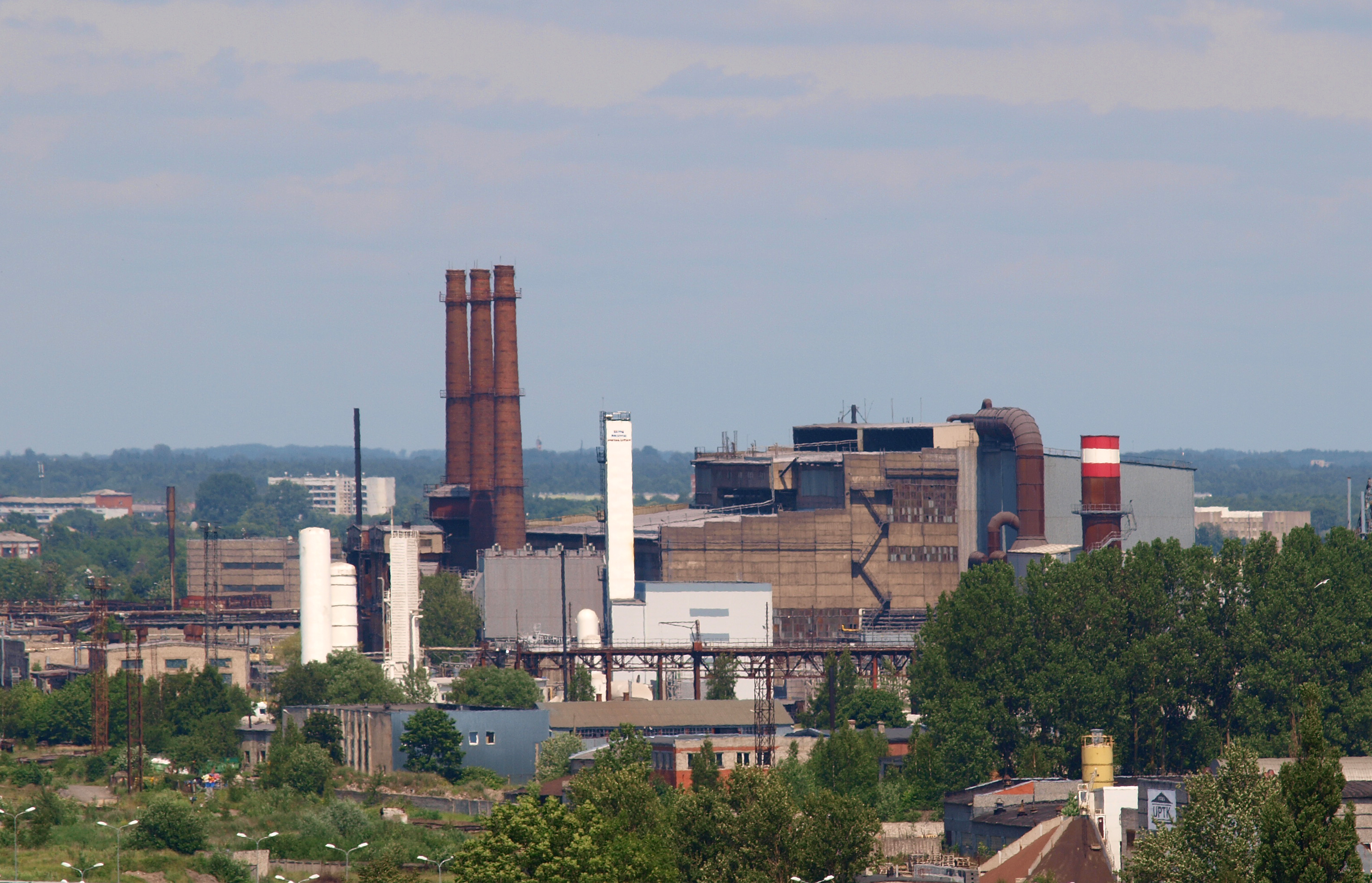
Металлургический завод

Мировой кризис повлиял на «Лиепаяс Металургс»: в 2013 году компания оказывается в затруднительном финансовом положении и даже не в состоянии оплачивать счета за электроэнергию. Предприятие не смогло выплатить платёж за кредит, и так как правительство Латвии выступало гарантом, то государству пришлось осуществить платеж (около 6 млн латов) из средств госбюджета. По мнению министра экономики Латвии Даниеля Павлютса, финансовые трудности у «Лиепаяс Металургс» возникли из-за плохого управления и из-за большой переплаты на закупки сырья, которое осуществлялось через цепочку посредников.
4 ноября 2013 года был подан иск в суд о начале процесса неплатежеспособности завода «Лиепаяс Металургс». 12 ноября предприятие было признано неплатёжеспособным. В течение месяца было уволено 1500 рабочих, в результате чего безработица в Лиепае поднялась с 9,4 % до 11,5 %
2 октября 2014 года лиепайский завод купила украинская компания KVV Group, завод переименован в «KVV Лиепаяс Металургс». 

В феврале 2015 года было закуплено сырьё и завод начал работать в «тестовом» режиме, на заводе работало 550 сотрудников. К маю 2015 года на заводе работало уже 960 человек, однако в конце мая компания начинает увольнять работников и сокращает производство, так как, по словам члена правления «KVV Лиепаяс Металургс» Игоря Таланова, себестоимость продукции не обеспечивает конкурентоспособности. В интервью Таланов сказал, что правительство приняло ряд решений, которые существенно повысили расходы за электроэнергию, но словам министра экономики, Даны Рейзниеце-Озолы, инвесторы «KVV Лиепаяс Металургс»" пытались шантажировать правительство приостановкой завода и увольнениями, чтобы получить финансовую поддержку. В сентябре 2016 года завод признан неплатёжеспособным.
В январе 2018 года принято решение распродать имущество завода на аукционе.
В марте на аукционе по продаже имущества прокатного цеха победила австрийская компания Smart Stahl GmbH, а претендента на покупку электросталеплавильного цеха найти не удалось.
В апреле 2018 консорциум во главе с британской сталелитейной компанией British Steel выразил готовность приобрести все активы «KVV Лиепаяс Металургс» (и инвестировать в замену оборудования на заводе от 60 до 75 млн евро), также British Steel призвала отменить все уже состоявшиеся и объявленные аукционы по продаже его имущества, чтобы сохранить активы как единое целое, но на конец мая 2018 года никаких комментариев от предприятия по этому поводу не последовало.
В том же году предприятие возобновило работу, основной поставщик проката на рынок — это Китай.
В 2019 г. British Steel, потенциальный инвестор «Лиепайского металлурга», потерпела неудачу в переговорах о привлечении правительственного займа — лондонский суд принял решение о ее принудительной ликвидации.
В 2025 году надежды на восстановление завода нет  — 23 сентября 2024 года снесли здание проходной завода

## Развитие территории
На территории бывшего завода планируется открыть несколько новых заводов, первым из которых стал новый завод предприятия «Caljan». Компания вложила в создание производственного и офисного зданий около девяти миллионов евро. Телескопические конвейеры, которые производит компания, на 99,54 % экспортируется, преимущественно в США. Оборот «Caljan» за 2019 год составил 22,9 млн евро с прибылью 1,4 млн евро.